# トリブロモイソシアヌル酸
トリブロモイソシアヌル酸（tribromoisocyanuric acid）は、有機合成化学においてブロモ化剤として使われる化合物である。白色の結晶性粉末で、強い臭素臭を持つ。性質はトリクロロイソシアヌル酸に似ている。

## 用途
芳香族化合物またはアルケン類のブロモ化に使われる。